# Магістратська вулиця
Магістратська вулиця — одна з центральних і найдавніших вулиць Вінниці.

## Маршрут
Магістратська вулиця починається в центральній частині міста, на правому березі Південного Бугу, від вулиці Соборної, за декілька метрів від центрального мосту.
За 500 м у північно-західному напрямку через старий район Єрусалимка вулиця повертає на захід і йде паралельно Соборній (район Кумбари).
Ще через 600 м Магістратська вулиця виходить на площу Героїв Майдану і цим обмежується її історична частина.
Далі протягом 1,5 км вулиця огинає з північно-західної сторони центральний парк і закінчується на Хмельницькому шосе напроти Книжки (район Корея).

## Історія
Магістратська, одна з найдавніших вулиць Вінниці, до XVIII століття називалася Довгою, пізніше стала Капуцинською (або Дорогою капуцинів). На місці кінотеатру «Росія» 100—120 років тому була Базарна площа. Навколо ринку тягнувся єврейський райончик під назвою Єрусалимка (євреї у Вінниці тоді складали переважну більшість жителів), тут селилися дрібні крамарі, шинкарі, чоботярі-кравці та інші ремісники. Цей житловий масив з безсистемно набудованих, в основному одноповерхових будинків був, за словами сучасників, справжнім міським кошмаром.
З новою назвою Торгова вулиця проіснувала до 1910 року — до 300-річчя святкування дому Романових її охрестили Романівською. Назву Першотравнева вулиця отримала в 1921 році на честь свята всіх пролетарів.
Під час німецької окупації (1941–44) вулицю перейменували іменем Володимира Великого, після того повернули назву Першотравнева.
Виконуючи Закон про декомунізацію, влада Вінниці 25 грудня 2015 року змінила назви 135 площ, вулиць, провулків та проїздів у місті. За результатами громадських слухань, Першотравневу вулицю вирішено було назвати Магістратською. Це рішення обґрунтоване так:
|                                                       | Магістрат як орган міського самоврядування діяв з перервами у Вінниці з 1640 р., із запровадженням Магдебурзького права, до 1838 р., коли йому залишили лише судові повноваження. Остаточно магістрати зникли у 1866 р. після проведення судової реформи у Російській імперії. Розміщувався вінницький магістрат у ратуші, що знаходилася на Ринковій площі навпроти монастиря домініканців. |
| — Нові назви вулиць Вінниці / Моя Вінниця, 05.01.2016 | |

## Головні будівлі
Непарна сторона

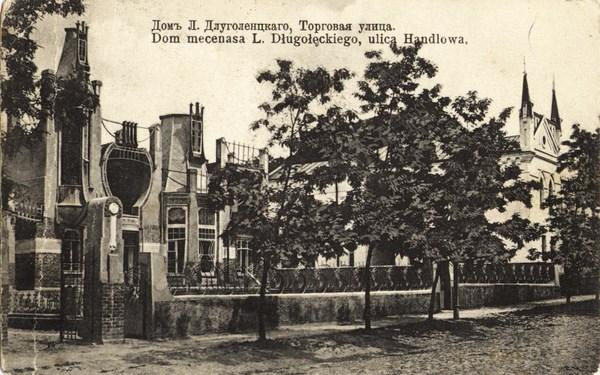
Особняк капітана Длуголенського, 1900 р. Зараз — Художня школа

- Обласний шкірно-венерологічний диспансер (№ 21)
- редакція «Вінницької газети» (№ 33)
- ресторан «Першотравневий» (№ 67)[6]
- Літній театр[6]
- Стадіон МДЮСШ-1[6]
- Планетарій[6]

Парна сторона
- Вінницяобленерго (№ 2)
- Центр первинної медико-санітарної допомоги № 2 (№ 44)
- Художня школа (№ 66)
- ЖК «Park Tower» (№ 156-А)
- Вінницьке єпархіальне управління УПЦ (№ 162).

## Пам'ятки
На вулиці розташовані п'ять пам'яток архітектури і містобудування, усі — місцевого значення.
| Пор. № | Найменування пам'ятки           | Датування         | Адреса            | Охоронний номер | Рішення про взяття на облік                                             |
| ------ | ------------------------------- | ----------------- | ----------------- | --------------- | ----------------------------------------------------------------------- |
| 1      | Житловий будинок                | п. 20 ст.         | Магістратська, 27 | 389-М           | Розпорядження ОДА № 248 від 25.07.1997 р.                               |
| 2      | Житловий будинок                | п. 20 ст.         | Магістратська, 36 | 390-М           | -ІІ-                                                                    |
| 3      | Особняк                         | к. 19 — п. 20 ст. | Магістратська, 44 | 383-М           | -ІІ-                                                                    |
| 4      | Житловий будинок                | с. 19 ст.         | Магістратська, 64 | 215-М           | Розпорядження представника Президента України ОДА від 14.07.94 р. № 209 |
| 5      | Особняк капітана Длуголенського | п. 20 ст.         | Магістратська, 66 | 23-М            | Рішення виконкому облради нар. деп. від 14.02.91 № 43                   |

## Перехрестя, світлофори, трамвайні зупинки
| Кілометраж | Тип | Перехрестя                                             |
| ---------- | --- | ------------------------------------------------------ |
| 0          |     | вул. Соборна                                           |
| 0.45       |     | вул. С. Петлюри                                        |
| 0.7        |     | вул. М. Оводова                                        |
| 1          |     | вул. Арх. Артинова                                     |
| 1.2        |     | вул. Театральна (південь); пл. Героїв Майдану (північ) |
| 1.2        |     | пров. Цегельний                                        |
| 2          |     | вул. Лесі Українки                                     |
| 2.3        |     | вул. Пугачова                                          |
| 2.6        |     | Хм. шосе                                               |

## Галерея

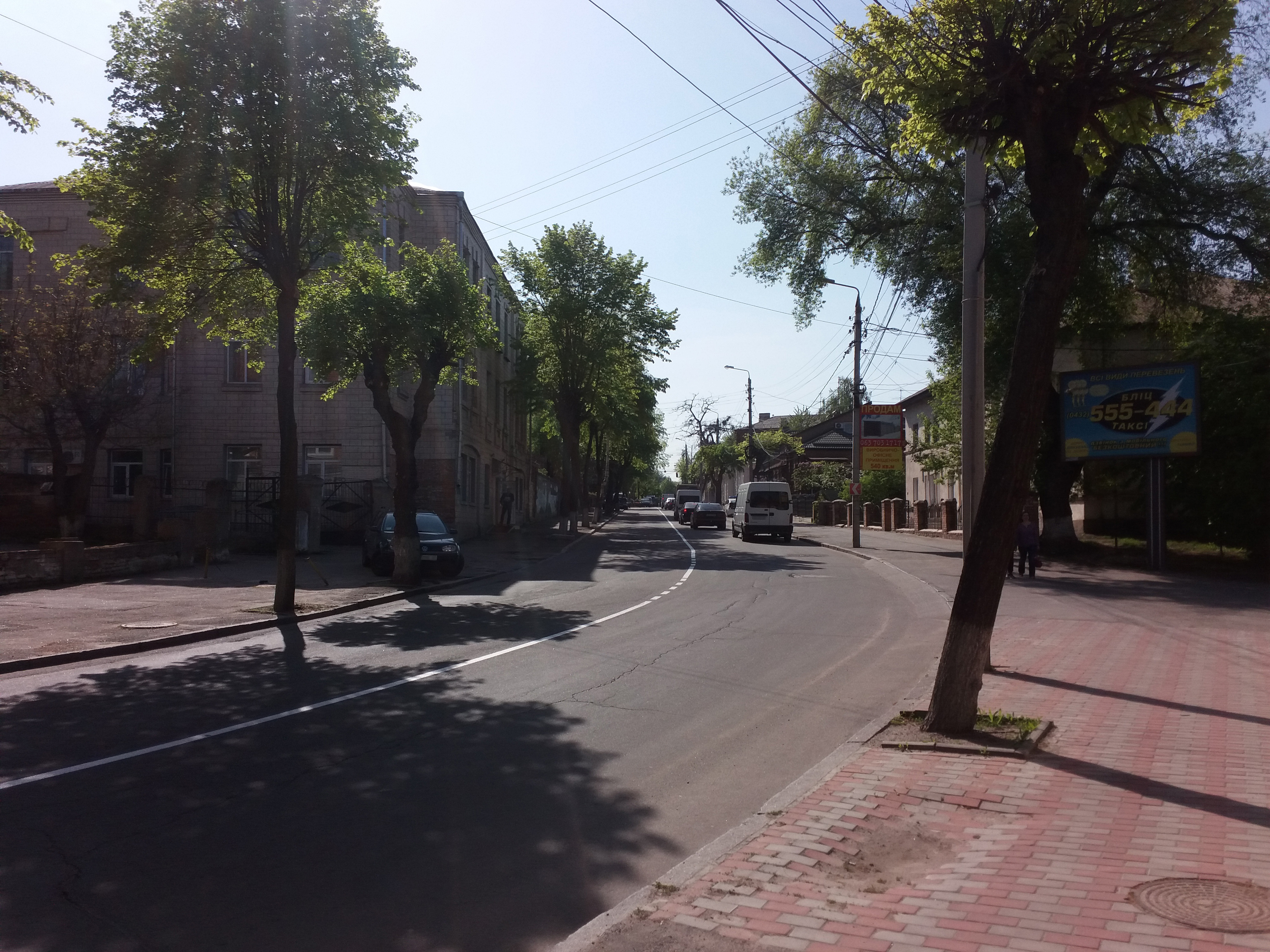
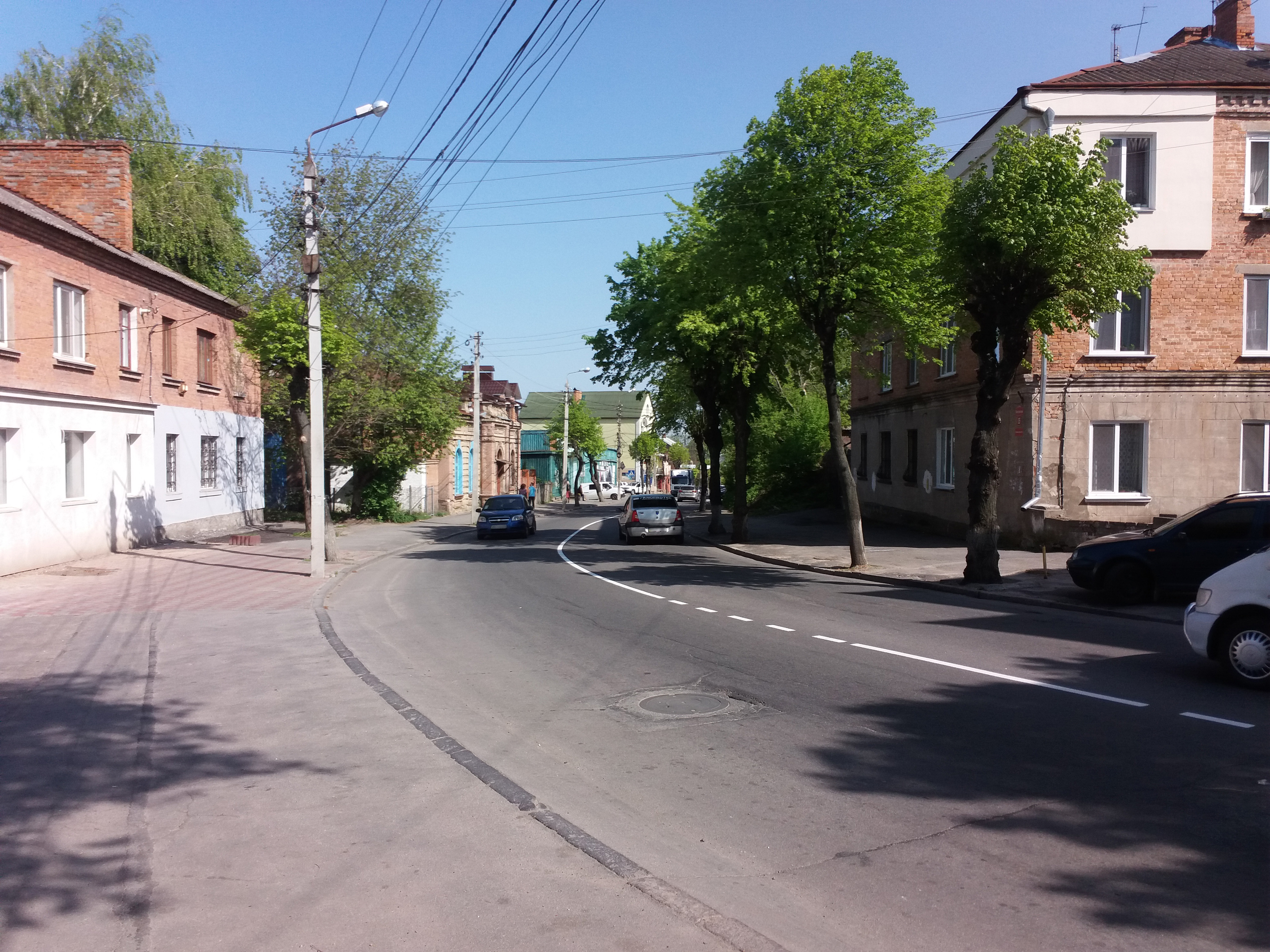
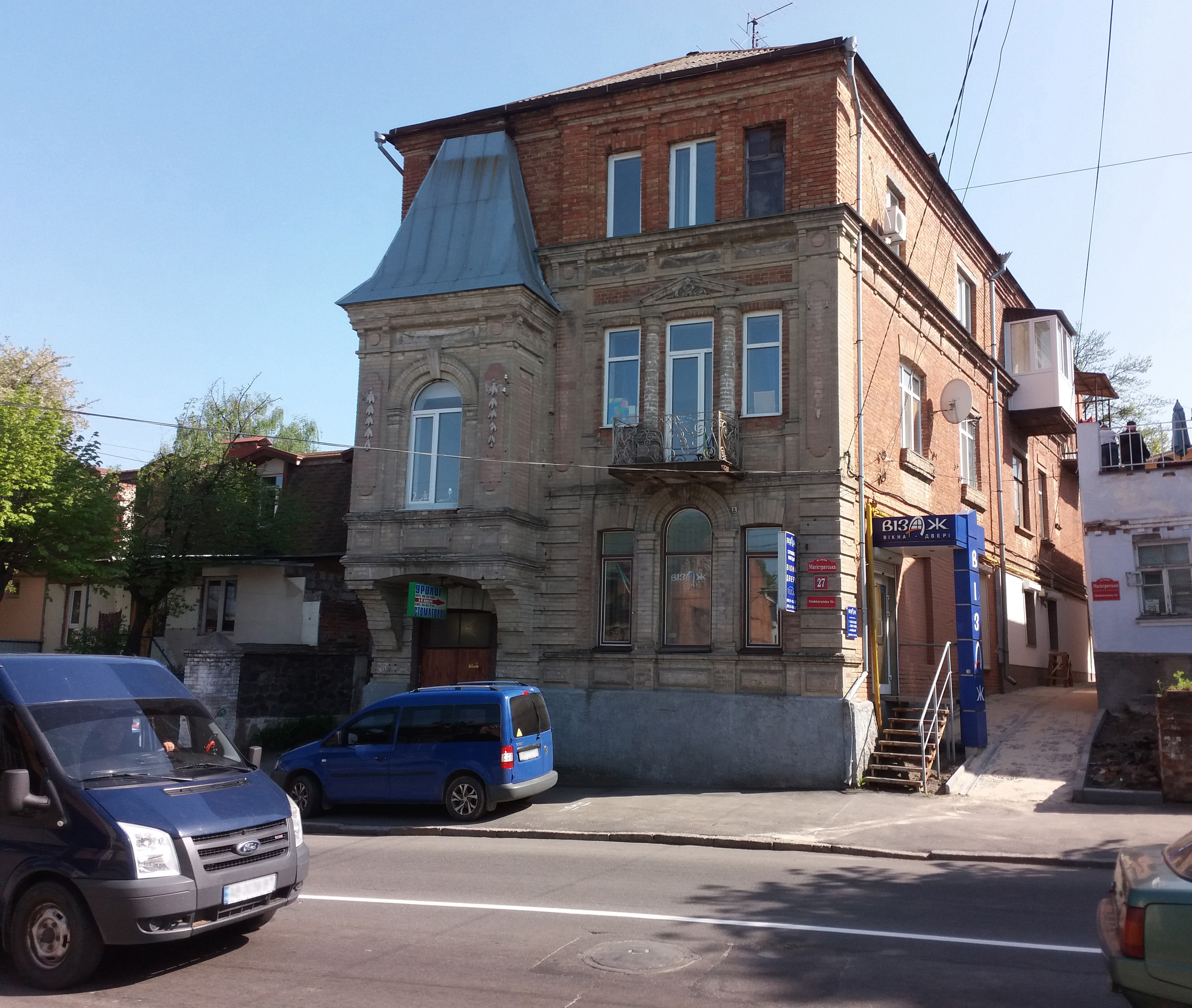
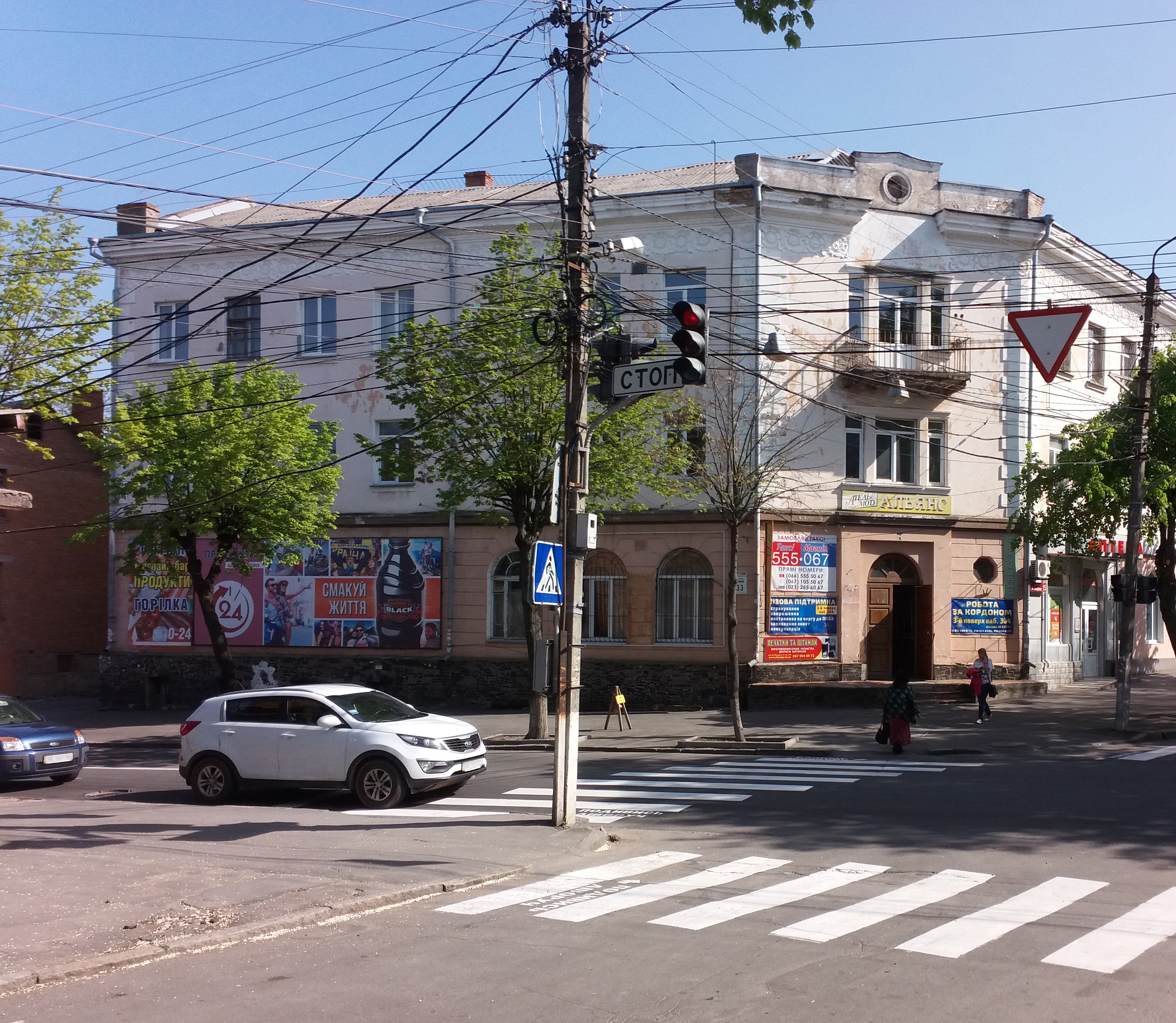
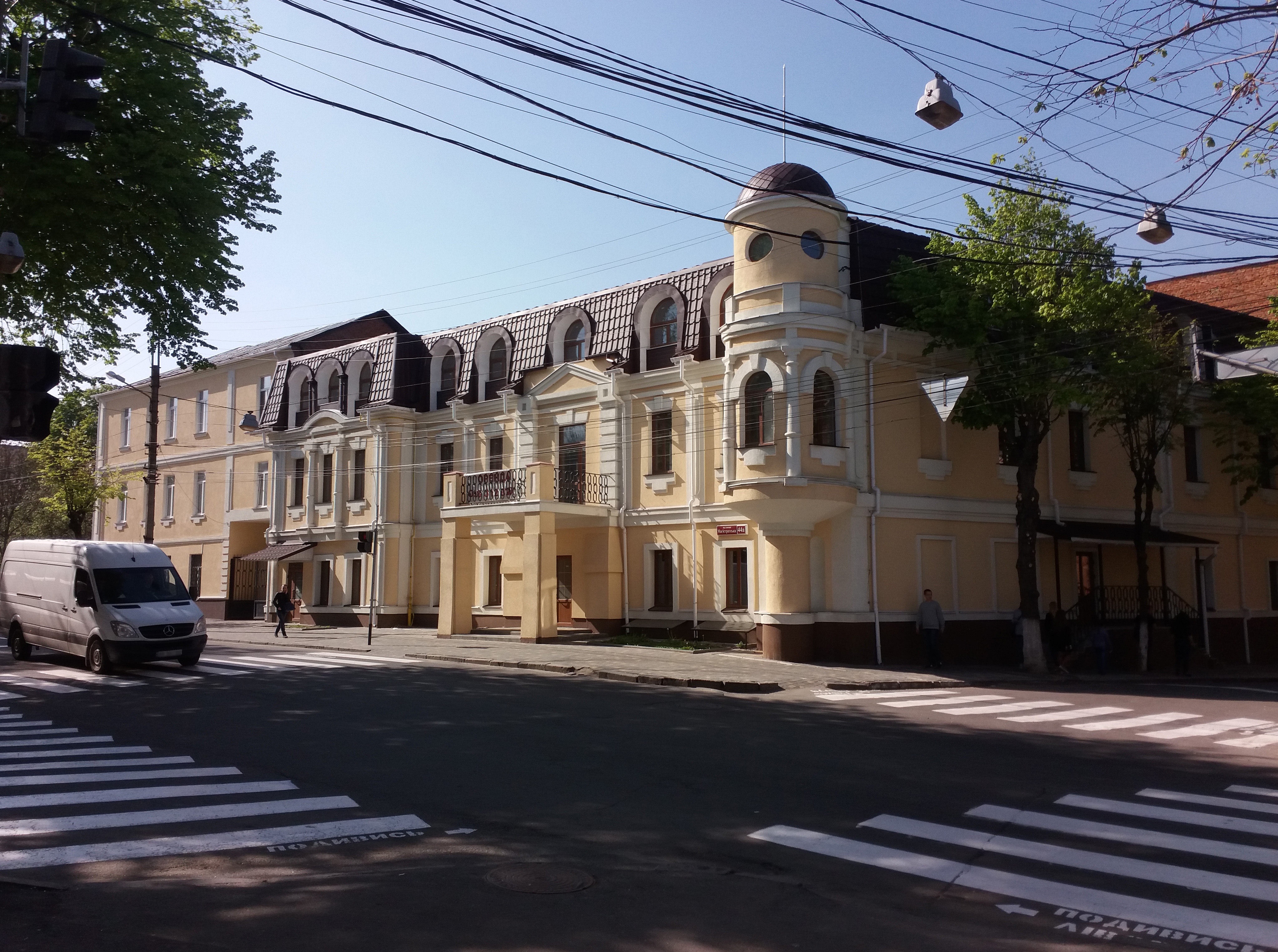
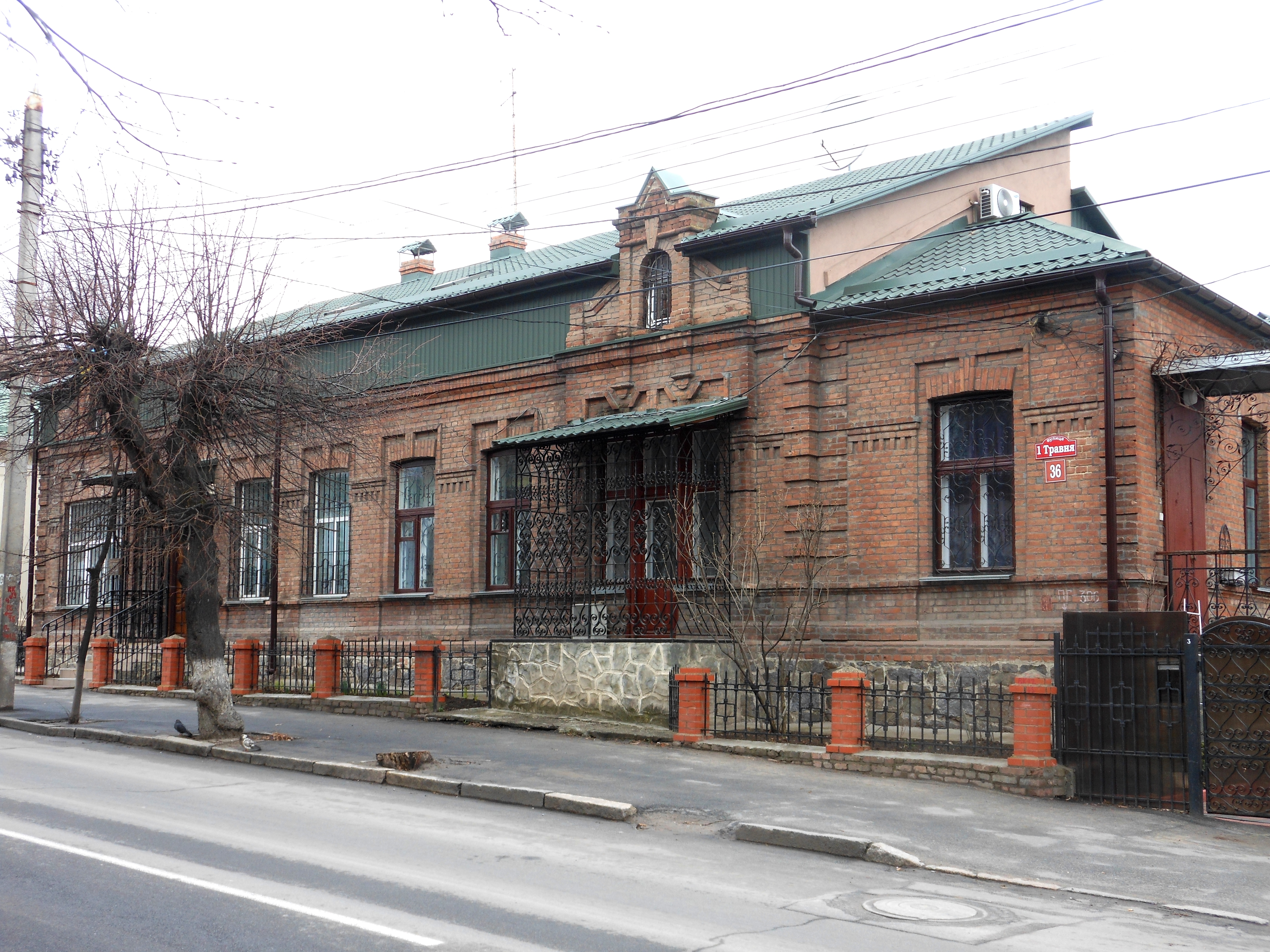
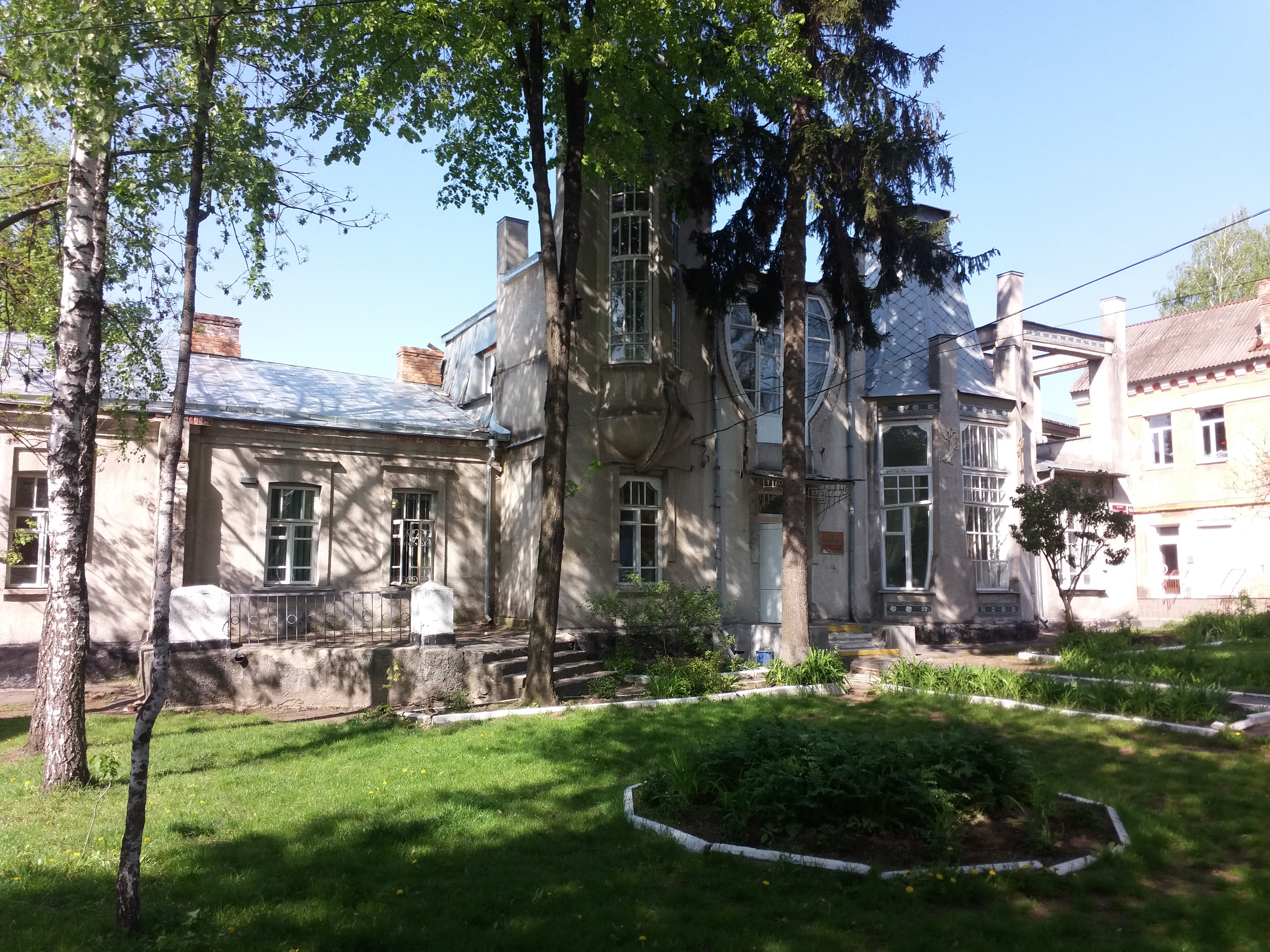
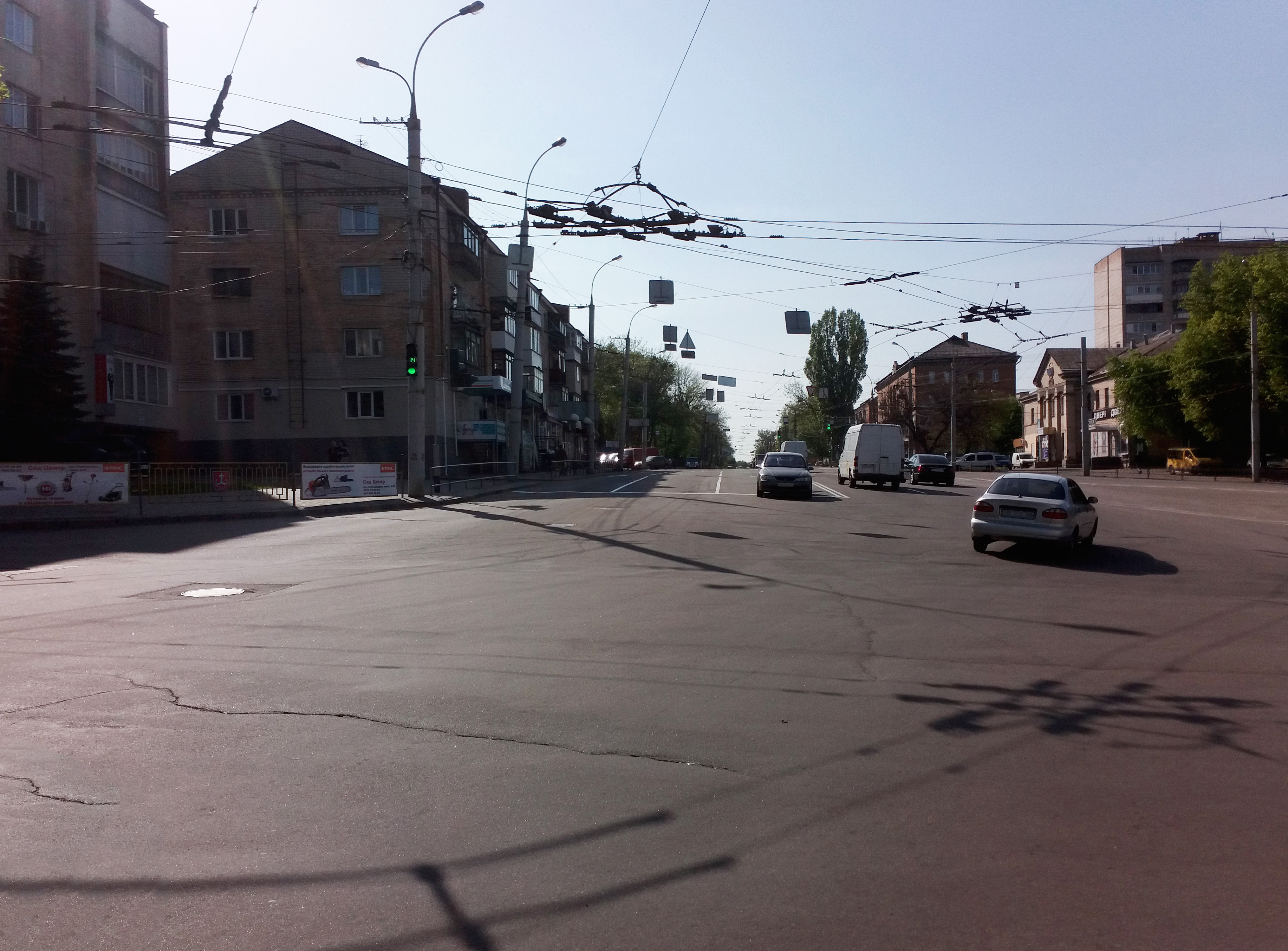
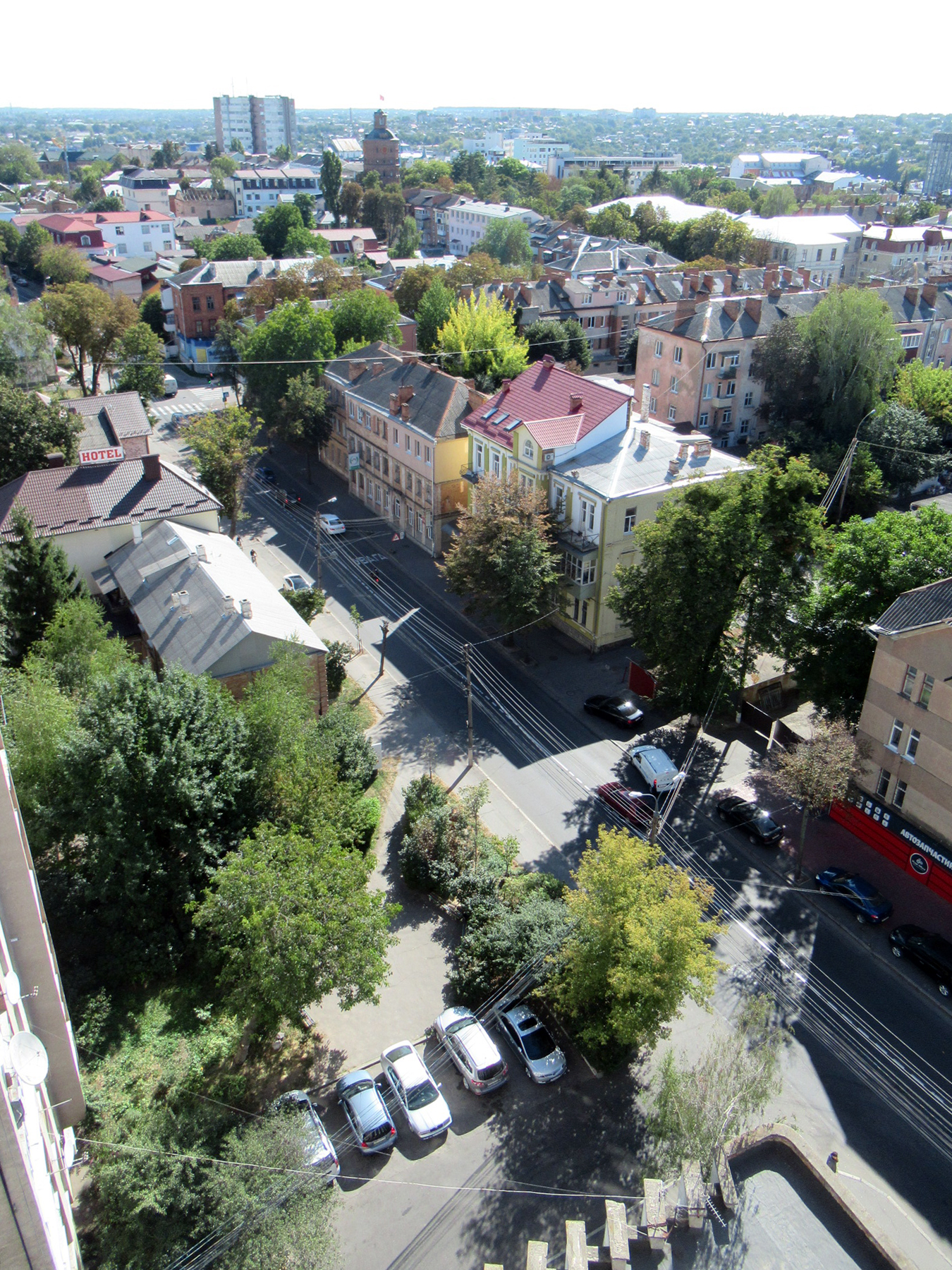
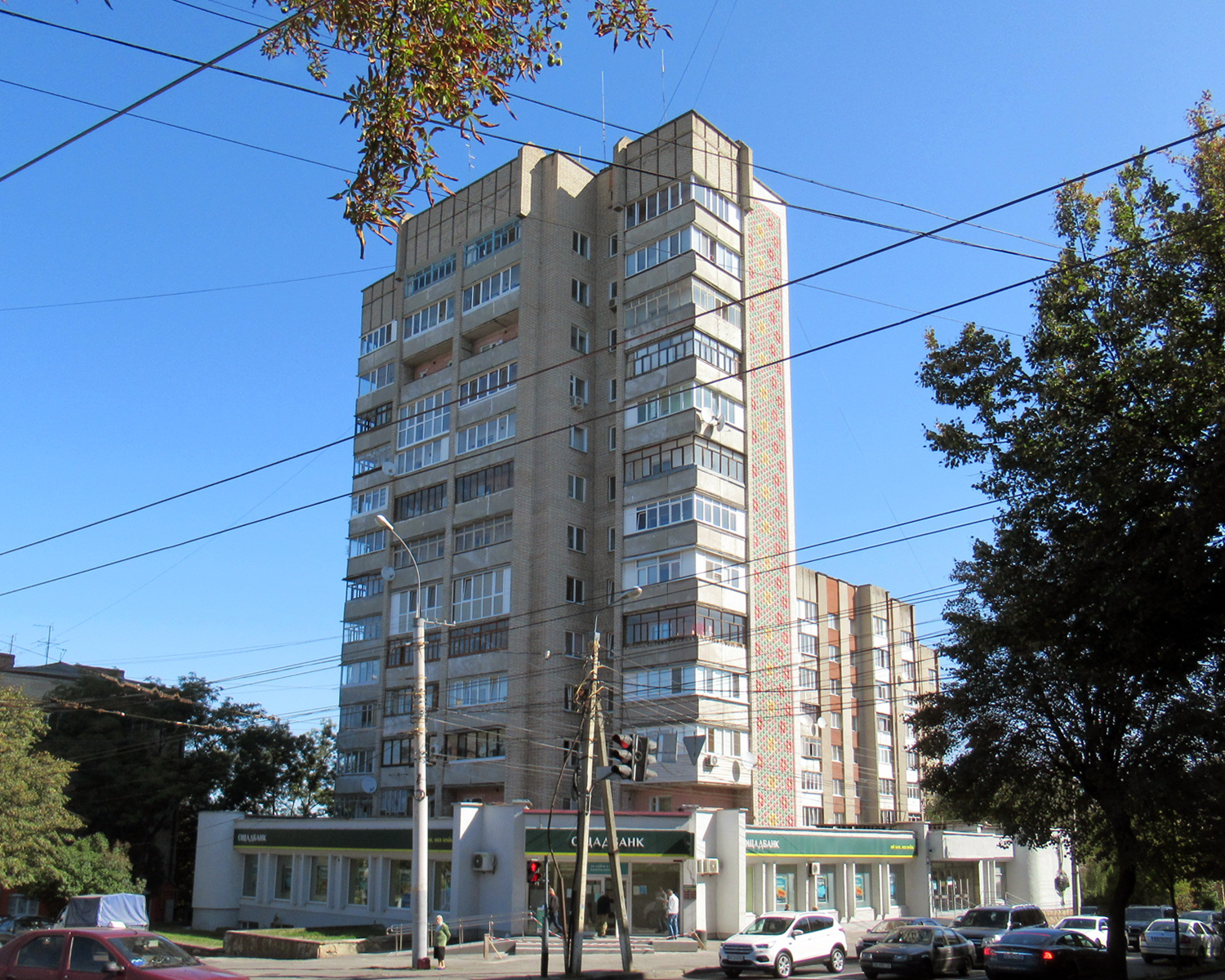
№ 80 — будинок проєкту 124-87-107 на розі з площею Героїв Майдану